# Обсада на Орлеан
Обсадата на Орлеан (12 октомври 1428 – 8 май 1429) е решителен момент от Стогодишната война. Това е първата голяма победа на френската армия над англичаните през ХV в. и най-важният успех на селската девойка Жана д'Арк. Случилото се при Орлеан представлява обрат на военните действия – досега англичаните са имали надмощие, а след това успехите минават на страната на французите.

## Военната ситуация към 1428 г.
Обсадата на Орлеан е венец на английските усилия за покоряването на Франция. Претенциите на английските крале датират още от времето на Едуард III (1327 – 1377). Те включват не само стари английски владения като Аквитания (Гаскония) и Нормандия, но и френската корона. От 1415 г. Хенри V започва нова поредица нападения и те са успешни, тъй като начело на Франция е болният крал Шарл VI, а и се вихри гражданска война между Арманяки и Бургиньони. След победата при Азенкур бургундците застават на страната на англичаните. С тяхна помощ Хенри става господар на северна Франция и през 1420 г. изкопчва договора от Троа. Този документ му дава правото да наследи френския престол след смъртта на законния крал вместо неговия син Шарл. Шарл обаче се оттегля на юг, обявява за своя столица град Бурж и събира около себе си патриотите, готови да се бият за независимостта на Франция. Следват упорити военни действия, победите и загубите се редуват (Божé през 1421, Краван през 1423, Верньой през 1424). Дори след неочакваната смърт на Хенри V (август 1422), английското присъствие в страната остава стабилно, защото регент става неговият брат Джон, херцог на Бедфорд.
Постепенно англичаните овладяват Шампан с град Реймс, където получават короната си френските крале, както и земите по средното течение на Лоара. Бургундия и Бретан действат като техни поддържници. Дори Париж е под техен контрол и изпитва симпатии към каузата им. Става ясно, че възелът за следващите успехи е Орлеан – град, който се намира на най-северната точка, до която достига Лоара. Недалеч от Париж и недалеч от Бурж, ако той падне, английските армии ще могат спокойно да нахлуят на юг.

## Ход на обсадата

### Първи военни действия
Джон ъф Бедфорд добре разбира значението на Орлеан и че войната е достигнала до решителна фаза. Той вика от Англия опитния генерал Томас Монтагю, заедно с 3000 нови войници. След като обсъждат плана за обсадата, той го изпраща да овладее крепостите в околността на Орлеан. Бързо и ефективно англичаните завземат Жаржо, Менг и Божанси. Тук обаче се сблъскват с една пречка, която вече е предвидена – атака срещу Орлеан означава да действат против земите на човек, който им е пленник. Това е Шарл д'Орлеан, заловен още при Азенкур. Подобно поведение влиза в остро противоречие с рицарския кодекс, който господства тогава. Историкът Едуар Пероа смята подобна постъпка за „безпрецедентна“, но добавя: „Това нямаше как да спре принц Джон“.
На 12 октомври силите на Монтагю заемат позиции край Орлеан. Това са само 5000 англичани и бургундци – твърде малко, за да превземат силната крепост с щурм, както и да я блокират от всички страни. Те обаче имат силна артилерия и започват обстрел на градските стени. Срещу тях има 3400 защитници, командвани от Жан дьо Дюноа – полубрат на пленения херцог и следователно мотивиран за брани земите на рода си. Те имат 70 оръдия и изглеждат напълно способни да се отбраняват. Само че няколко крепости вече са паднали по такъв начин – без открити щурмове, обградени и с капитулирали от глад гарнизони. Въпреки оптимистичното съотношение на силите сред френския лагер витае усещането за обреченост.
Англичаните стегнато превземат околните фортове – цяла система, предназначена да улеснява отбраната. Когато атакуват форт Турел на южния бряг на Лоара срещу града, Монтагю е затиснат от голмо парче желязо и на 3 ноември умира. Това събитие може да се счита като нещастие за англичаните, защото сега командването минава към Уилям де Ла Пол, а той не е на същото ниво. Новият командващ веднага отдръпва войските, оставяйки само оръдейните команди да работят. Така ги съхранява, но и позволява на защитниците да вкарат в града храна и подкрепления. Последното включва и хиляда шотландци. Налага се регентът да изпрати Джон Талбот и Томас Скейлс, за да вдъхне нов живот на обсадата.

### Битката на херингите
Основна статия: Битка на херингите
Междувременно Дюноа и съветниците му планират удар върху един конвой, който превозва храна за английските войски. Понеже става дума главно за осолена риба, сражението получава забавното име „битка на херингите„. Замисълът е добър и най-вероятно би се увенчал с успех. И така, французите се придвижват незабелязано на север, заварват конвоя разтеглен и беззащитен, но точно преди нападението пристига нареждане от Шарл дьо Бурбон, когото кралят е определил за главнокомандващ. То гласи да го изчакат на всяка цена. Излишно е да се казва, че това е голяма грешка, защото англичаните откриват заплахата, събират фургоните с храната като импровизирана крепост, разполагат стрелци на пролуките и се подготвят за отчаяна съпротива. Като вижда това, Дюноа дава заповед за атака, ала вече е късно. Колкото и френските рицари да нападат позицията им, няма как да я превземат. Накрая атаката е прекратена и възможността да бъде унищожен конвоят – проиграна. Шарл дьо Бурбон така и не стига до мястото на битката – щом разбира какво се е случило, той пришпорва директно към Орлеан.
Това поражение се отразва тежко на духа на френската армия. Негласно всички знаят, че Орлеан ще падне и че войната ще бъде изгубена. Дофинът дори обмисл да се оттегли с двора си на юг или дори да емигрира в Кастилия или Шотландия. Въздържа се само защото това би било равнозначно на позорна капитулация.

### Намесата на Жана д'Арк
През това време в далечното село Домреми расте девойка, на която е създено да стане национален герой на Франция и която ще бъде наричана „Орлеанската дева“. Това е Жана д'Арк. Обладана от странни видения и чуваща гласове на ангели и светци, тя е убедена, че е избрана от Бог да спаси страната си от англичаните. С помощта на коменданта на близкия град Вокульор тя пристига при дофина Шарл в неговия замък Шинон и му представя мисията си. Иска да поеме командването на армията, за да разкъса обсадата на Орлеан. Колкото и учудващо да е всичко това, Шарл се съгласва да опита – най-малкото, популрността на девойката може да повдигне духа на войниците му. Жана е подложена на различни видове проверки (включително за девственост, дали може да язди и да върти меч) и показва заводолителни резултати.
През пролетта на 1429 г. английско-бургундските войски затварят обръча около Орлеан. Те изграждат система от землени валове и окопи, с които свързват фортовете. Разполагат в тях още оръдия и вече никакви подкрепления не могат да влязат в крепостта. Това обаче не разколебава Жана д'Арк. Тя е убедена, че чрез нея действа самият Бог и през април повежда армията си от Блоа към Орлеан. Разполага с талантливи генерали, които не се чувстват обидени, че тя командва – Етиен дьо Виньол, Жан дьо Ксентрей. На 29 април успва да влезе в крепостта, въпреки английския обръч, с което предизвиква огромна радост сред населението. Сега вече и войниците, и обикновените хора вярват, че тя ще освободи града.

### Разкъсване на обсадата
На 4 май започват сраженията. Френските войски, които като общ брой надвишават английските, се нахвърлят върху фортовете и окопите на противника. Първо е превзет Сен Лу. Френските войници показват невиждан дух и храброст, с което обезкуражават англичаните. На 6 май идва ред на Сен Жан льо Блан. Отново личният пример на девойката дава победата за Франция. На следващия ден френските усилия се пренасят върху форт Турел. Той е впечатляващ с високите си стени и 700-те си защитници. Три пъти го нападат хората на девойката и три пъти са отблъснати. В разгара на боя една арбалетна стрела я уцелва в ключицата и всички я съветват да се оттегли. За всеобщо изумление тя сама вади острието от плътта си и продължава боя. Привечер нарежда да натоварят един сал със запалителни вещества и да го насочат към укреплението. Когато то е обхванато от пламъци, последните защитници опитват да се спаст по въжения мост, който го свързва с другия бряг. Мостът изгаря, те падат във водата и загиват.
На 8 май сутринта англичаните напускат укрепленията и се строяват за битка. Предизвикателството е толкова явно, че французите са готови да приемат. Жана ги възпира с аргумента, че е неделя, а може би защото преценява, че е твърде опасно. След като няколко часа двете армии се наблюдават без да нападнат, англичаните се прибират. Още същата вечер те решават да се оттеглят от околностите на Орлеан. Толкова чаканият край на обсадата настъпва.

## Последици
Жана д'Арк и армиите ѝ могат да триумфират, но работата им съвсем не е приключила. Остава да се прочистят от англичани околните райони, за да се премахне завинаги опасността за Орлеан. И така, в следващите няколко седмици французите напададат Жаржо, Менг и Божанси и си връщат властта върху тях. На 18 юни разбиват отстъпващите английски войски при Патé – победа, която затвърждава успеха при Орлеан. След това те планират атака и срещу Париж. Налага се дофинът Шарл да охлади ентусиазма на девойката, защото нападение срещу Париж би било твърде опасно. Тогава Жана д'Арк му предлага да поведе войската му към Реймс, където да постави на главата му френската корона. Макар че Реймс е далеч, постигнатите успехи са създали такъв психологически климат, че навсякъде по пътя градовете отварят вратите си пред дофина без бой. Накрая това прави и Реймс. На 17 юли той е провъзгласен за крал под името Шарл VII и вече може да мисли за прогонване на англичаните от страната му.
Жана д'Арк свързва завинаги името си с обсадата на Орлеан. Ще остане известна в историята като „Орлеанската дева“. Англичаните, разбира се, ще твърдят, че тя е омагьосала техните войници в името на Дявола и че поради това е вещица. По тази причина, когато скоро попадне в ръцете им, те ще я осъдят на смърт чрез изгаряне.